# Герхард II (Холщайн-Пльон)
Герхард II фон Холщайн-Пльон „Слепия“ (на немски: Gerhard II von Holstein-Plön, „der Blinde“; * 1254; † 28 октомври 1312) от фамилията на графовете на Шауенбург и Холщайн е първият граф на Холщайн-Пльон (1290 – 1312).
Той е вторият син на граф Герхард I фон Холщайн-Итцехое († 1290) и първата му съпруга Елизабет фон Мекленбург († ок. 1280), дъщеря на княз Йохан I фон Мекленбург. 
След смъртта на баща му братята Герхард II, Адолф VI и Хайнрих през 1290 г. разделят графството Холщайн-Итцехое на три графства Холщайн-Пльон, Холщайн-Шауенбург и Холщайн-Рендсбург. Герхард II получава Холщайн-Пльон.

## Фамилия
Герхард II се жени на 12 декември 1275 г. за шведската принцеса Ингеборг (* ок. 1262;
† 1290/1293), дъщеря на шведския крал Валдемар I († 1302). Те имат децата: 
- Катарина (ок. 1276 – пр. 1300), омъжена за херцог Ото I от Померания (1279 – 1344)
- Герхард IV (ок. 1277 – 1312), граф на Холщайн-Пльон
- Валдемар (ок. 1279 – 29 юли 1306), граф на Холщайн-Шауенбург, умира след втората битка при Уетерзен
- Елизабет (ок. 1282 – 1318 или 1319), омъжена на 25 март 1296 г. за херцог Ото I от Померания (1279 – 1344)

Герхард II се жени втори път през 1293 г. за Агнес фон Бранденбург (* 1257; † 29 септември 1304), кралица на Дания (1273 – 1296), вдовица на датския крал Ерик V (1249 – 1286), дъщеря на маркграф Йохан I фон Бранденбург. Те имат един син:
- Йохан III (ок. 1297 – 1359), граф на Холщайн-Кил (1316 – 1359) и граф на Холщайн-Пльон (1314 – 1359)